# Jean-Baptiste Capblat
Jean-Baptiste Capblat est un homme politique français né et mort à une date inconnue.

## Biographie
Homme de loi à Lapanouse, il est élu député de l'Aveyron au Conseil des Cinq-Cents le 24 germinal an V et y siège jusqu'à l'an VII.

## Sources
- « Jean-Baptiste Capblat », dans Adolphe Robert et Gaston Cougny, Dictionnaire des parlementaires français, Edgar Bourloton, 1889-1891 [détail de l’édition]